# Nuốt
Nuốt là quá trình trong cơ thể người hoặc động vật cho phép một chất đi từ miệng, đến hầu họng và vào thực quản, trong khi đóng nắp biểu mô. Nuốt là một phần vô cùng quan trọng của ăn và uống. Nếu quá trình nuốt thất bại và vật nuốt (như thực phẩm, đồ uống hoặc thuốc) đi qua khí quản, thì có thể xảy ra nghẹt thở hoặc hít sặc. Trong cơ thể con người, việc đóng nắp biểu mô tạm thời tự động được kiểm soát bởi phản xạ nuốt.
Phần thức ăn, đồ uống hoặc vật liệu khác sẽ di chuyển qua cổ trong một lần nuốt được gọi là bolus.
Nuốt dễ dàng đến với hầu hết mọi người đến nỗi quá trình này hiếm khi gợi nhiều suy nghĩ. Tuy nhiên, từ quan điểm của sinh lý học, bệnh lý ngôn ngữ nói và chăm sóc sức khỏe cho những người khó nuốt (chứng khó nuốt), đây là một chủ đề thú vị với tài liệu khoa học sâu rộng.

## Ở người

### Phối hợp và kiểm soát
Ăn và nuốt là các hoạt động thần kinh cơ phức tạp bao gồm chủ yếu gồm ba giai đoạn, giai đoạn uống, hầu họng và thực quản. Mỗi giai đoạn được kiểm soát bởi một cơ chế thần kinh khác nhau. Giai đoạn miệng, đó là hoàn toàn tự nguyện, được điều khiển chủ yếu bởi các trung gian thùy thái dương và hệ thống limbic của vỏ não với sự đóng góp từ vỏ não vận động và các khu vực vỏ não khác. Nuốt họng được bắt đầu bằng giai đoạn uống và sau đó được điều phối bởi trung tâm nuốt trên hành tủy và xoang. Phản xạ được bắt đầu bởi các thụ thể cảm ứng trong hầu họng khi thức ăn được đẩy ra phía sau miệng bằng lưỡi, hoặc bằng cách kích thích vòm miệng (phản xạ vòm miệng).
Nuốt là một cơ chế phức tạp sử dụng cả cơ xương (lưỡi) và cơ trơn của hầu họng và thực quản. Hệ thống thần kinh tự chủ (ANS) điều phối quá trình này trong các giai đoạn thức ăn chạy qua hầu họng và thực quản.